# Société coloniale allemande
La Société coloniale allemande (en allemand : Deutsche Kolonialgesellschaft) a été fondée le 19 décembre 1887 par la fusion de l'Association coloniale allemande (en allemand : Deutsche Kolonialverein) et de la Société pour la colonisation allemande (en allemand : Gesellschaft für Deutsche Kolonisation). Son siège était à Berlin.

## Historique
Des Sociétés coloniale allemandes avaient déjà été créées dans les années 1840 pour lancer des grandes colonies agricoles privées au Costa Rica, comme la "Berlin Colonial Association" du baron Alexander von Bülow, qui coopère avec sa rivale l'"Hamburg Association for Colonisation in Central America", et qui a implanté de nombreuses familles à Angostura (Costa Rica).

### Association coloniale allemande
L'association est créée le 6 décembre 1882 à Francfort-sur-le-Main sous la direction du prince Hermann zu Hohenlohe-Langenburg, qui en est également le premier président. En février 1885, le siège déménage à Berlin. L'association comptait 15 000 membres. Ils provenaient principalement des milieux de la politique, de l'industrie, du commerce et des banques.

### Société pour la colonisation allemande
La société est fondée le 28 mars 1884 à Berlin. Elle était dirigée par un triumvirat composé du comte Behr-Bandelin (propriétaire foncier), de Friedrich Lange (éditeur du journal Tägliche Rundschau) et de Carl Peters. Peters monta une expédition en Afrique orientale, dans la zone de l'actuelle Tanzanie. Elle était financée par la Société pour la colonisation allemande. Au cours de l'automne 1884, cette expédition signa de nombreux accords avec des chefs de tribus locaux, et pris possession de territoires d'une superficie d'environ 140 000 km2. Peters rentra à Berlin le 5 février 1885, pendant la conférence de Berlin. Le 27 février 1885, le lendemain de la clôture de la conférence, les territoires de Peters furent placés sous protectorat allemand. L'autorité de ces territoires fut confiée à la Société pour la colonisation allemande.

### Société coloniale allemande
Le 19 décembre 1887, l'Association coloniale allemande et la Société pour la colonisation allemande fusionnent pour former la Société coloniale allemande (en allemand : Deutsche Kolonialgesellschaft).
En 1900, elle récupère la gestion du Deutsches Kolonialmuseum (musée colonial).
La société a été très influente dans l'Empire allemand avec à sa tête des personnes célèbres comme le président d'honneur, le prince Hermann zu Hohenlohe-Langenburg, gouverneur d'Alsace-Lorraine et l'explorateur Carl Peters, fondateur de la Société pour la colonisation allemande et de la Compagnie de l'Afrique orientale allemande.
Le nombre d'adhérents, 15 000 lors de sa fondation, grimpa jusqu'à 42 000 en 1914. Parmi eux, Henry Axel Bueck, directeur général de l'Association centrale des industriels allemands ou le banquier von der Heydt. La principale activité de la société était la propagation d'une politique coloniale expansionniste. Elle a travaillé étroitement avec le Alldeutscher Verband (ligue pangermaniste) et était liée avec le Nachrichtenbureau (bureau d'information) du secrétariat d'État à la marine, service dirigé par August von Heeringen.
Jusqu'en 1914, la société a également financé des projets économiques dans les colonies allemandes. En collaboration avec le Deutscher Flottenverein (en français : « Ligue de la flotte allemande ») du Reichsmarineamt (en français : « Office naval »), la société renforça l'ossature de la Kaiserliche Marine en français : « Marine impériale » sous l'empereur Guillaume II.
Le 16 juin 1916, la société édicte des directives concernant la future politique coloniale allemande. Elle prône l'annexion à l'Empire des bassins du Sénégal, du Niger et des territoires situés au sud de ceux-ci jusqu'à la mer ("Deutsch-Mittelafrika"). Elle prône également l'annexion de l'Asie orientale.
Après 1918, elle plaide pour le rétablissement d'un empire colonial allemand en Afrique et en Asie. Ces exigences étaient en conformité avec la politique coloniale du parti nazi, avec qui elle a collaboré étroitement à la fin des années 1920.
Lorsque les nazis arrivent au pouvoir en 1933, il réfléchissent à la création d'une société de colonisation directement liée à leur parti. Le 13 juin 1936, la Société coloniale allemande est dissoute et intégrée au Reichskolonialbund (Ligue coloniale du Reich). En 1943, Martin Bormann ordonne la dissolution de cette dernière en raison « d'activités non essentielles ».

## Publications
Jusqu'en 1923, la société s'exprima à travers l'hebdomadaire Deutsche Kolonialzeitung, qui devint Der Kolonialdeutsche jusqu'en 1929, année à laquelle il fut renommé en Deutsche Kolonialzeitung, Übersee- und Kolonialzeitung.
En plus de son journal, la société publie nombre de brochures, de dépliants et autres matériels promotionnels écrits, y compris, en 1899, un "petit atlas colonial allemand". Elle a aussi organisé des expositions et des conférences et a eu une influence sur l'éducation et l'instruction scolaires.
Peu après sa fondation, la société jette les bases d'une collection d'images par la publication d'une centaine de diapositives. La collection n'a cessé dès lors de s'élargir et d'être mise à jour. Cette collection servait non seulement à assouvir la passion des collectionneurs, mais elle permettait aussi à la Société de démontrer efficacement ses objectifs.

## Images d'archives
Pendant la Seconde Guerre mondiale, la collection d'images fut transportée dans les mines de Thuringe afin de la protéger contre les bombardements alliés. Après la guerre, la collection fut déplacée à Francfort-sur-le-Main. Jusqu'au milieu des années 1990, les images, certaines en mauvais état, ont été prêtées à l'Institut Frobenius. Elles ont ensuite été restaurées et numérisées. La collection contient environ cinq mille photos, pour la plupart sous forme de négatifs sur plaque de verre, de négatifs noir et blanc et de tirages papier. Il y a également quelques diaporamas coloriés à la main.
Les images se rapportent principalement aux colonies allemandes en Afrique, dans le Pacifique et en Chine (comptoir allemand de Kiautschou). L'éventail des sujets couvre plusieurs domaines. Cela va des expéditions scientifiques, de la flore et de la faune, des écoles et des missions, des fonctionnaires coloniaux et des chefs autochtones en passant par l'architecture et les transports.

## Présidents
- 1887–1894: Hermann zu Hohenlohe-Langenburg
- 1895–1920: Jean-Albert de Mecklembourg
- 1920–1930: Theodor Seitz
- 1931–1936: Heinrich Schnee

## Vice-présidents
- 1897–1900: Adolf Sachse
- 1900–1902: Victor Valois
- 1902: von Pommer-Esche
- 1902–1912: Theodor von Holleben
- 1913–1917: Georg Freiherr von Gayl
- 1918–1920: Franz Strauch

## Sources
- Henri Wesseling, Le Partage de l'Afrique, Folio histoire, 1996 [détail de l’édition] (ISBN 2-207-24309-5, BNF 37019783), p. 271-283

- (de) Cet article est partiellement ou en totalité issu de l’article de Wikipédia en allemand intitulé « Deutsche Kolonialgesellschaft » (voir la liste des auteurs).